# Charitostega poliocycla
Charitostega poliocycla är en fjärilsart som beskrevs av Diakonoff 1988. Charitostega poliocycla ingår i släktet Charitostega och familjen vecklare. Inga underarter finns listade i Catalogue of Life.